# Aaron Links
Aaron Links (ur. 13 stycznia 1981 w Albuquerque) – amerykański kulturysta. Były członek nieistniejącej federacji American Natural Bodybuilding Conference (ANBC). Absolwent University of New Mexico.
Pierwsze sukcesy w kulturystyce zaczął odnosić jako dziewiętnastolatek. Jego najpoważniejsze osiągnięcie to zwycięstwo podczas Junior Division National Championships fed. ANBC w 2003 roku.

## Osiągi (wybór)
- 2000:
  - Southwest Classic Regional Bodybuilding Competition – zwycięstwo w kategorii zawodników nastoletnich, zwycięstwo w kategorii nowicjuszy
- 2002:
  - Southwest Classic Regional Bodybuilding Competition – zwycięstwo w kategorii juniorskiej (zawodnicy poniżej 23. roku życia), II m-ce w kategorii „open”
- 2003:
  - Junior Division National Championships, federacja ANBC – zwycięstwo całkowite